# Тотеро, Роланд
Роланд Тотеро (англ. Roland Totheroh, иногда в титрах обозначался как Rollie Totheroh, 29 ноября 1890, Сан-Франциско, штат Калифорния — 18 июня 1967) — американский кинооператор и актёр. Известный своим сотрудничеством с Чарли Чаплином. Муж киноактрисы Иди Тотеро, его брат Дэн и сын Джек также были актёрами.

## Избранная фильмография
- 1915 — Работа
- 1915 — Вечер в мюзик-холле
- 1915 — Кармен
- 1916 — Пожарный
- 1916 — Скиталец
- 1916 — В час ночи
- 1916 — Граф
- 1916 — Лавка ростовщика
- 1916 — За экраном
- 1916 — Скетинг-ринг
- 1917 — Тихая улица
- 1917 — Лечение
- 1917 — Иммигрант
- 1917 — Искатель приключений
- 1918 — Собачья жизнь
- 1918 — Облигация
- 1918 — На плечо!
- 1919 — Солнечная сторона
- 1919 — Удовольствия дня
- 1921 — Малыш
- 1921 — Праздный класс
- 1922 — День получки
- 1923 — Пилигрим
- 1923 — Парижанка
- 1925 — Золотая лихорадка
- 1928 — Цирк
- 1931 — Огни большого города
- 1936 — Новые времена
- 1940 — Великий диктатор
- 1947 — Месье Верду
- 1952 — Огни рампы (фотоконсультант)